# Themisztoklísz Dzémopulosz
Themisztoklísz Dzémopulosz (Θεμιστοκλής Τζημόπουλος, Kozáni, 1985. november 20. –) görög születésű új-zélandi válogatott labdarúgó, aki jelenleg a PASZ Jánina játékosa.
Bekerült a 2016-os OFC-nemzetek kupáján és a 2017-es konföderációs kupán részt vevő keretbe.

## Statisztika
| Válogatott | Szezon   | Mérkőzés | Gól |
| ---------- | -------- | -------- | --- |
| Új-Zéland  | 2015     | 3        | 0   |
| Új-Zéland  | 2016     | 6        | 1   |
| Új-Zéland  | 2017     | 2        | 0   |
| Összesen   | Összesen | 11       | 1   |

## Sikerei, díjai
- Új-Zéland
  - OFC-nemzetek kupája: 2016